# Bryolymnia mixta
Bryolymnia mixta là một loài bướm đêm thuộc họ Noctuidae. Nó là loài duy nhất được tìm thấy ở dãy núi Patagonia ở tây nam Arizona.
Chiều dài cánh trước khoảng 12 mm. Con trưởng thành được sưu tập trong khoảng từ cuối tháng 6 và giữa tháng 7.